# Norris Church Mailer
Norris Church Mailer (gebürtig: Barbara Jean Davis; * 31. Januar 1949 in Atkins, Arkansas; † 21. November 2010 in Brooklyn Heights, Brooklyn, New York City) war ein US-amerikanisches Model, Filmschauspielerin, Schriftstellerin und Malerin sowie die sechste und letzte Ehefrau des Schriftstellers Norman Mailer.

## Biografie
Die Tochter eines Straßenarbeiters gewann im Alter von drei Jahren einen Kindermodel-Wettbewerb als „Miss Little Rock“ und studierte nach dem Besuch der Atkins High School am Arkansas Polytechnic College. Ihre erste Ehe 1969 mit einem Schulfreund geschlossene Ehe wurde 1974 geschieden, so dass sie in der Folgezeit als alleinerziehende Mutter mit ihrem Sohn aus dieser Ehe lebte.
Im Anschluss begann sie eine Karriere als Fotomodel und änderte ihren Namen in Norris Church. 1975 lernte sie Norman Mailer kennen, den sie am 11. November 1980 heiratete. Aus der bis zum Tode Mailers am 10. November 2007 dauernden Ehe ging ein weiterer Sohn, John Buffalo Mailer, hervor.
Kurz nach der Hochzeit beendete sie ihre Modellaufbahn und begann eine Tätigkeit als Schauspielerin. Ihr Debüt gab sie 1981 in dem Film Ragtime von Miloš Forman. 1982 spielte sie in der Verfilmung von Mailers mit dem Pulitzer-Preis ausgezeichneten Roman The Executioner's Song an der Seite von Tommy Lee Jones, der für seine Darstellung eines Mörders in der Todeszelle einen Emmy erhielt. Nach einer Rolle in Gefährliches Dreieck (Exposed) (1983) von James Toback spielte sie zuletzt 2000 in dem von Robert Salerno produzierten Independentfilm Chinese Coffee unter der Regie von Al Pacino nach einem Theaterstück von Ira Levin.
Darüber hinaus war Norris Church Mailer als Malerin und Schriftstellerin tätig und veröffentlichte mit Windchill Summer (2001) und Cheap Diamonds (2007) zwei Romane.
2010 erschienen ihre Memoiren A Ticket to the Circus, in der sie insbesondere ihre Zeit mit Mailer beschreibt, durch den sie unter anderem Jacqueline Kennedy, Imelda Marcos, Woody Allen und Fidel Castro kennenlernte.